# Tylophora hellwigii
Tylophora hellwigii är en oleanderväxtart som beskrevs av Otto Warburg. Tylophora hellwigii ingår i släktet Tylophora och familjen oleanderväxter. Inga underarter finns listade i Catalogue of Life.